# NEWTON (アルバム)
『NEWTON』(ニュートン) は、日本のお笑いコンビ・オリエンタルラジオが率いる音楽グループ、RADIO FISHの3枚目のスタジオ・アルバム。2019年1月9日によしもとミュージックエンタテインメントより配信リリース。

## 概要
- 2018年9月12日から行われた全国ツアー「RADIO FISH TOUR 2018 "NEWTON"」にて初披露された「No.55」「Gambler」「また逢える日まで」の3曲に、同ツアー東京公演のライブ音源5曲を加えた全8曲が収録されている[1]。
- アルバムの配信に先駆けて2018年12月14日より「No.55」、12月21日より「また逢える日まで」と「NEW GOD (NEWTON Live ver.)」、12月28日より全曲がiTunes Store及びApple Musicにて先行配信された。
- 2019年4月8日には、FISHBOYプロデュースによる「No.55」[2]、2020年3月18日には、「また逢える日まで」のミュージック・ビデオがYouTubeで公開された[3]。

## 収録曲
1. Gambler
  - 作詞：Show-hey / 作曲・編曲：JUVENILE
2. No.55
  - 作詞：FISHBOY / 作曲・編曲：宮田“レフティ”リョウ
3. また逢える日まで
  - 作詞：SHiN / 作曲・編曲：小松一也
4. 東京大革命 (NEWTON Live ver.)
5. GOLDEN TOWER (NEWTON Live ver.)
6. INVISIBLE EMPEROR (NEWTON Live ver.)
7. NEW GOD (NEWTON Live ver.)
8. BURNING FESTIVAL (NEWTON Live ver.)